# Байнисиль
Байнисиль — кишлак на северо-востоке Афганистана, в вилаяте (провинции) Бадахшан. Входит в состав района Вахан.

## Географическое положение
Байнисиль расположен на северо-востоке Бадахшана, в высокогорной местности, на правом берегу реки Вахандарьи, на расстоянии приблизительно 233 километров к востоку от города Файзабада, административного центра вилаята. Абсолютная высота — 3206 метров над уровнем моря. Ближайшие населённые пункты — кишлак Равчун (выше по течению Вахандарьи), кишлак Пурвакшан (ниже по течению Вахандарьи).

## Население
В национальном составе преобладают ваханцы.